# Escola Tecnológica e Profissional de Sicó
A Escola Tecnológica e Profissional de Sicó, ou  ETPSicó, é um agrupamento de três escolas em 3 diferentes concelhos:  Avelar (sede, no concelho de Ansião), Penela e Alvaiázere (pólos).
A ETPSicó recebeu o Certificado Europeu de Escola Inovadora para o biénio 2005/2007 [carece de fontes?].

## Cursos
A Escola Tecnológica e Profissional de Sicó oferece seis cursos diferentes, dos quais três são ministrados na sede de Avelar, dois no pólo de Penela e um no de Alvaiázere.